# Pečke
Pečké so naselje v Občini Makole, na severovzhodu Slovenije. Nahaja se v dolini potoka Ložnica, kjer se slednji steka v reko Dravinja, ter spada pod Štajersko pokrajino in Podravsko regijo. Vsebuje zaselke Spodnje Pečke, Sredce in Zgornje Pečke.